# Max Wirestone
Max Wirestone, est un romancier et un bibliothécaire américain, auteur de roman policier.

## Biographie
Max Wirestone est diplômé de l'Alabama School of Mathematics and Science (en) et possède un diplôme en anglais de l'université Washington de Saint-Louis. 
En 2015, il publie son premier roman, The Unfortunate Decisions of Dahlia Moss. Il commence une série consacrée à Dahlia Moss, une geek sans emploi d'une vingtaine d'années qui étudie le métier de détective privé, découvre l'industrie des jeux vidéo à Saint-Louis dans le Missouri. Avec le troisième roman de cette série, The Questionable Behavior of Dahlia Moss, il est lauréat du prix Shamus 2019 du meilleur livre de poche original.

## Œuvre

### SérieDahlia Moss
- The Unfortunate Decisions of Dahlia Moss (2015)
- The Astonishing Mistakes of Dahlia Moss (2016)
- The Questionable Behavior of Dahlia Moss (2018)

## Prix et distinctions

### Prix
- Prix Shamus 2019 du meilleur livre de poche original pour The Questionable Behavior of Dahlia Moss[1]